# Ксьонжниці-Великі
Ксьонжниці-Великі (пол. Książnice Wielkie) — село в Польщі, у гміні Кошиці Прошовицького повіту Малопольського воєводства.
Населення — 449 осіб (2011).
У 1975-1998 роках село належало до Келецького воєводства.

## Демографія
Демографічна структура станом на 31 березня 2011 року:
|          | Загалом | Допрацездатний вік | Працездатний вік | Постпрацездатний вік |
| -------- | ------- | ------------------ | ---------------- | -------------------- |
| Чоловіки | 215     | 45                 | 142              | 28                   |
| Жінки    | 234     | 39                 | 139              | 56                   |
| Разом    | 449     | 84                 | 281              | 84                   |